# Villa Pavenstedt
Die Villa Pavenstedt befindet sich in Bremen, Stadtteil Schwachhausen, Ortsteil Riensberg, Schwachhauser Heerstraße 222. Das Wohnhaus entstand 1929 nach Plänen von Friedrich Wellermann und Paul Frölich. Es steht seit 1998 unter Bremer Denkmalschutz.

## Geschichte
Die zweigeschossige, rechteckige, verputzte Villa mit dem Walmdach und klaren Fassaden wurde 1927/29 in der Zwischenkriegszeit für Edmund Pavenstedt gebaut. Er stammt aus der Kaufmannsfamilie von Senator Johann Eberhard Pavenstedt bzw. Bürgerschaftsabgeordneten Johann Eberhard Ludewig Pavenstedt. Neben der Villa steht das Landhaus Pappiér.
Von der Architektengemeinschaft Wellermann und Frölich stammen in Schwachhausen u. a. Villa Hoffmann, Villa Overbeck, Haus Lassmann, Villa Otto und Villa Korff.
Das Haus gehörte in den 1960er Jahren dem bekannten Makler Wilhelm Lohmann. Heute (2018) wird das Haus durch einen Kindergarten genutzt.
Hinweis: Es gibt in Bremen-Mitte, Osterdeich 6, das Haus Pavenstedt von 1863, gebaut für den Kaufmann Edmund Pavenstedt.